# Angesz
Angesz (artiestennaam van Angelo van Gastel) (Roosendaal, 30 oktober 1984) is een Nederlandse zanger.

## Biografie
Angesz ging op zijn twaalfde op zangles, maar zijn vader wilde eigenlijk dat hij zijn keten van viszaken zou overnemen. Toen Angelo wilde doorgaan in de muziek verkocht zijn vader de zaken en ging zijn zoon steunen.
Vanaf zijn achttiende trad Van Gastel op in Spanje, waar hij ontdekt werd door Sandra van der Valk van de Van der Valk hotelketen. Zij bracht Angelo in contact met een vriend uit de muziekbranche. Enkele weken later had hij al een contract, werd de single Bonita opgenomen en werd er een videoclip van gemaakt in Frankrijk, Spanje en België.

## Discografie

### Singles
| Single met eventuele hitnotering(en) in de Nederlandse Top 40 | Datum van verschijnen | Datum van binnenkomst | Hoogste positie | Aantal weken | Opmerkingen |
| ------------------------------------------------------------- | --------------------- | --------------------- | --------------- | ------------ | ----------- |
| Bonita                                                        | 16-8-2005             | 20-8-2005             | 29              | 4            |             |